# Códice de Dresde
El  Códice de Dresde o Códice Dresde, también conocido como Codex Dresdensis, es un libro maya originario de la región de Chichén Itzá en México que data del siglo XIII, aproximadamente entre el año 1200 al 1250. El códice contiene una gran cantidad de registros astronómicos avanzados que incluye tablas calendáricas de eclipses, ciclos solares, ciclos lunares, el ciclo de Venus y profecías además de información astrológica relacionada con deidades de la mitología maya. Se cree que este libro, o códice maya, es la copia de un texto original que lo precede unos trescientos o cuatrocientos años.
El Códice Dresde consta de 39 hojas, con escritura en ambos lados, con una longitud total de 3,56 metros. Originalmente, el manuscrito había sido doblado en forma de acordeón. En la actualidad, se exhibe en dos partes, cada una con una longitud de aproximadamente 1,8 metros, en el museo de la Biblioteca del estado sajón en Dresde, Alemania. El documento ha jugado un papel clave en el desciframiento de los glifos mayas.

## Historia

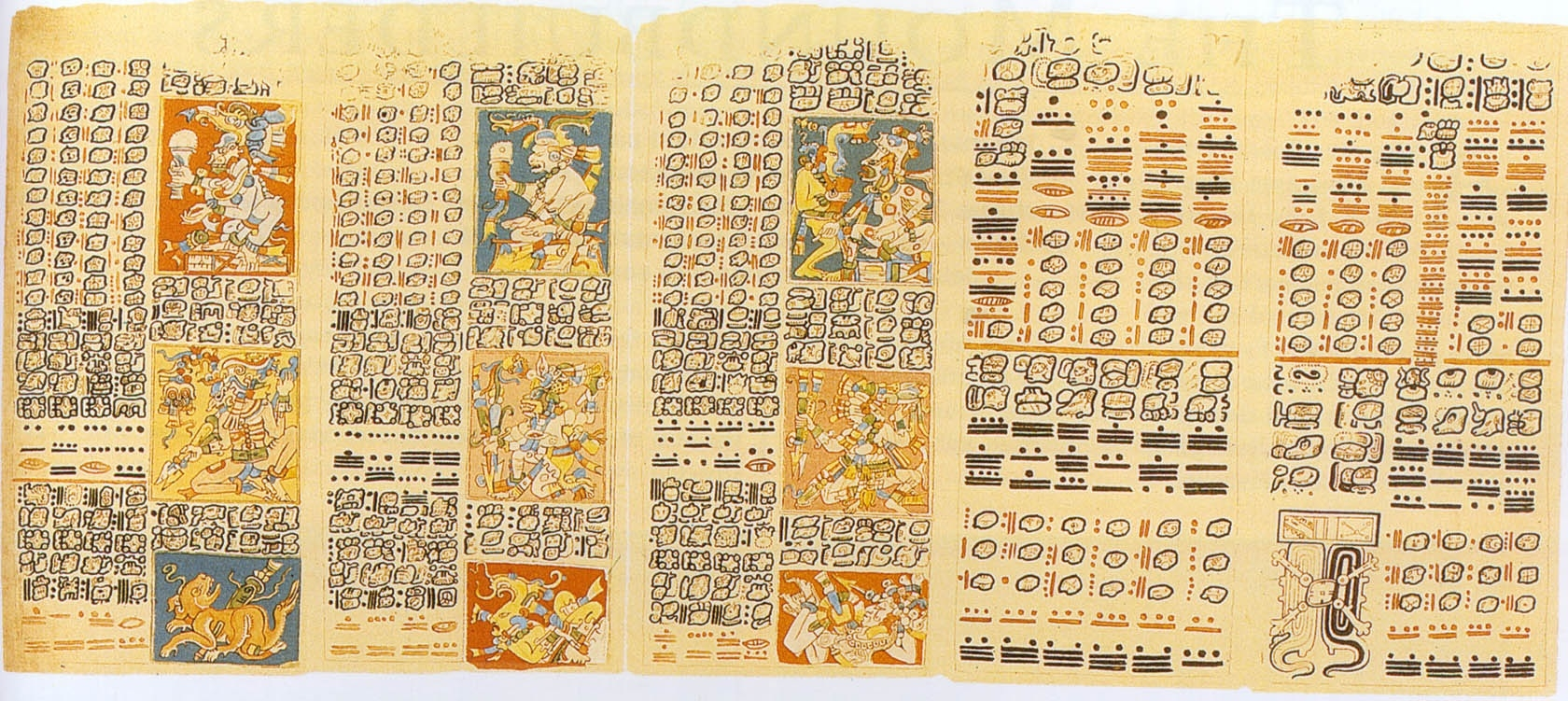
Primera publicación en 1810 de Humboldt, quién pintó cinco páginas para su último libro.

El códice está datado entre los años 1200 y el 1250 después de cristo, correspondiente al periodo posclásico de la civilización maya y fue creado en la región de Chichén Itzá al oriente de Yucatán. Los complejos registros de astronomía contenidos en el códice como el ciclo de Venus y las tablas de ciclos solares y lunares asociadas a los eclipses fueron objeto de estudio en la ciudad en edificios como El Observatorio desde el año 1200 d. C. y la cosmovisión astronómica era parte importante de la mitología practicada en Chichén Itzá cuyo culto principal era hacia Kukulcán, dios maya relacionado con Venus, la función del códice era el de un libro de conocimientos ancestrales para la realización de ceremonias y rituales en la ciudad, así como la antelación a eventos astronómicos.

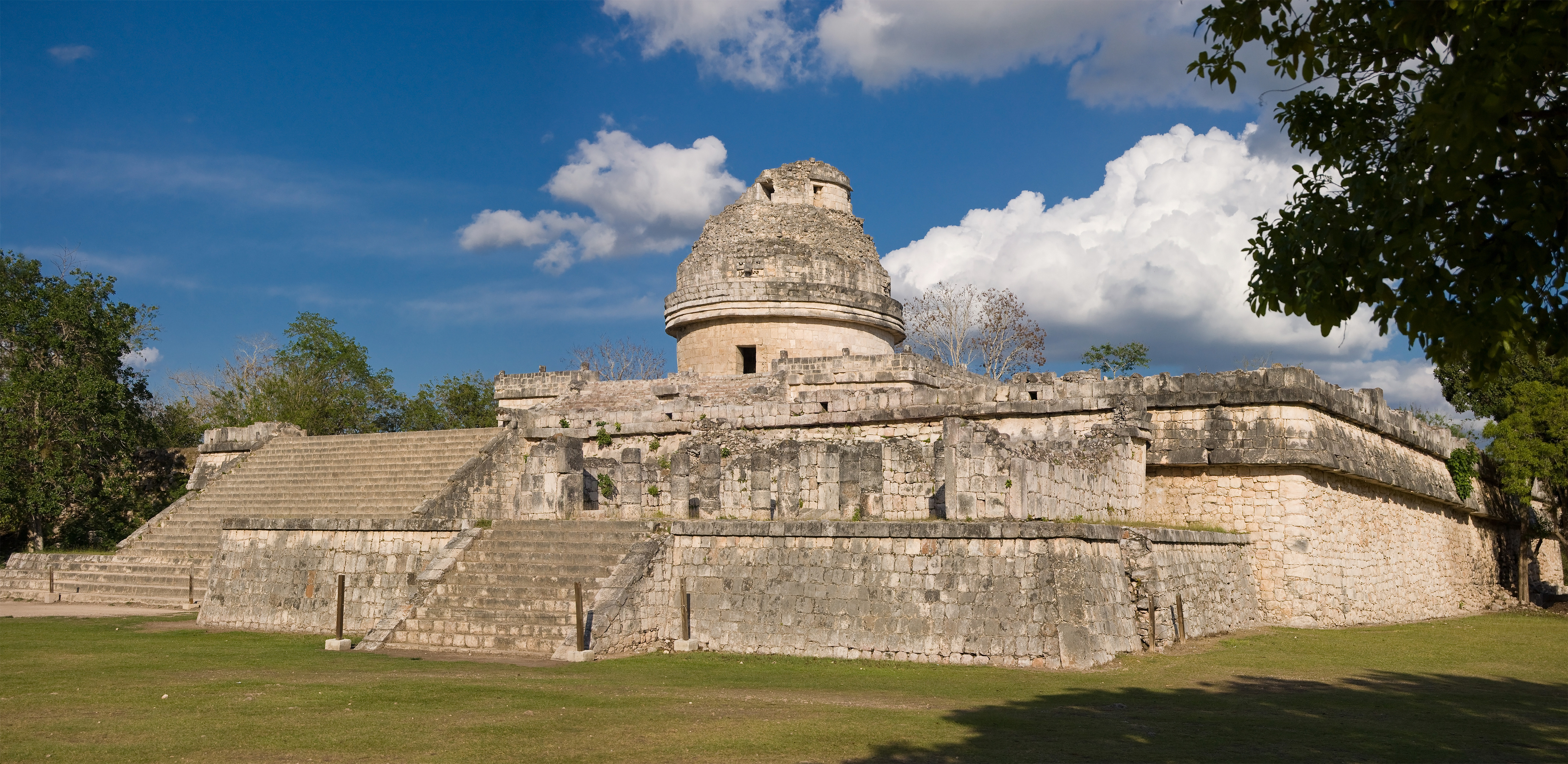
El Observatorio de Chichén Itzá.

El códice fue comprado en 1739 por Johann Christian Götze, director de la Biblioteca Real de Dresde, a un propietario privado de Viena. No se sabe cómo llegó a Viena, aunque se cree que puede haber sido enviado por Hernán Cortés en 1519 como homenaje al rey Carlos I de España. El rey había nombrado a Cortés como gobernador y capitán general del territorio recién conquistado en México. El códice permaneció en Europa desde entonces.
En 1810, Alexander von Humboldt publicó cinco páginas del códice en su atlas Vues des Cordillères et Monuments des Peuples Indigènes de l’Amérique. La biblioteca del estado de Sajonia publicó el códice por primera vez en 1848. No fue sino hasta 1853 que Charles Étienne Brasseur de Bourbourg identificó el texto como un manuscrito maya. En 1835, el códice fue colocado entre paneles de vidrio en dos partes, con un longitud de 1,85 y 1,77 metros respectivamente.
Entre 1880 y 1900, el bibliotecario Ernst Wilhelm Förstemann de Dresde logró descifrar la sección del calendario, incluyendo los numerales mayas utilizados en el códice. Estos números se basan en un sistema de numeración vigesimal (base-20) formado por tres símbolos: cero (forma de concha), uno (punto) y cinco (barra). Hitos importantes en la posterior decodificación de la sección no-calendárica fueron la asignación de deidades a glifos específicos por Paul Schellhas en 1897 y el enfoque de desciframiento fonético de Yuri Knorozov en la década de 1950. El trabajo de Knorozov se basó en el alfabeto de Landa desarrollado por Diego de Landa alrededor de 1566.

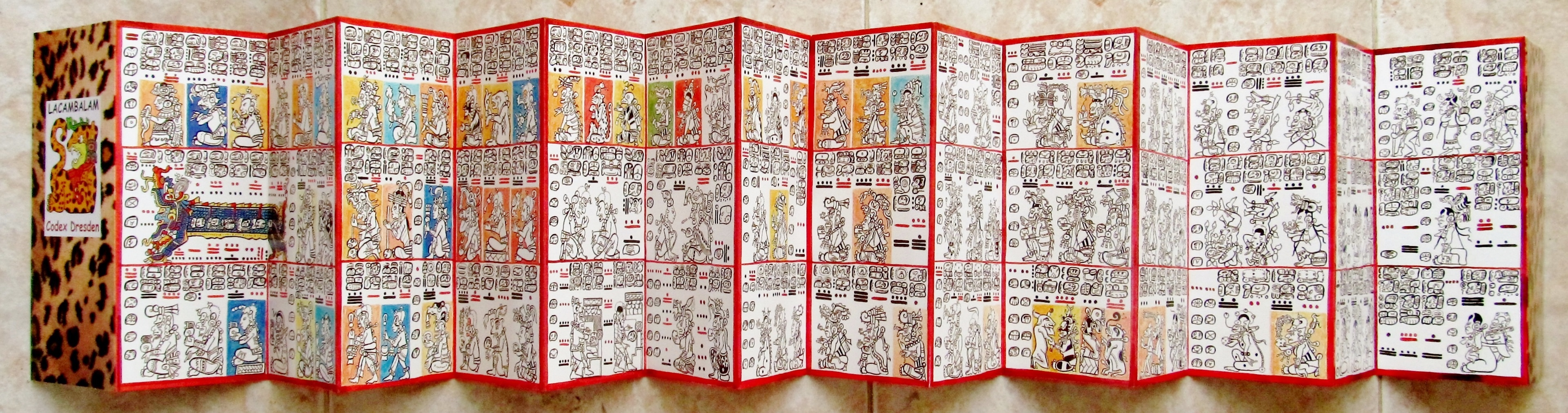
Reproducción moderna del Códice Dresde.

La biblioteca donde se guardaba el códice fue alcanzada durante el bombardeo de Dresde en la Segunda Guerra Mundial. El códice sufrió daños importantes por el agua para apagar los fuegos provocados por el ataque, pero fue meticulosamente restaurado. Sin embargo, algunas de las páginas fueron devueltas en una secuencia errónea a la caja protectora de vidrio. Se han mantenido así porque el daño causado por el agua hizo que algunas de las áreas pintadas se adhirieran al vidrio.
En 1981 el gobierno mexicano intentó negociar con el gobierno de la República Democrática Alemana la repatriación del códice de Dresde a México pero no se concretó un acuerdo.
En 2020, el entonces presidente de México, Andrés Manuel López Obrador solicitó mediante una llamada diplomática al gobierno de Alemania el préstamo del códice para ser exhibido en una exposición de piezas históricas mexicanas para la conmemoración del aniversario de independencia del año 2021, sin embargo, el códice no pudo ser trasladado de regreso a México por cuestiones de preservación y fue enviada desde Alemania una copia digital en su lugar.

## Descripción

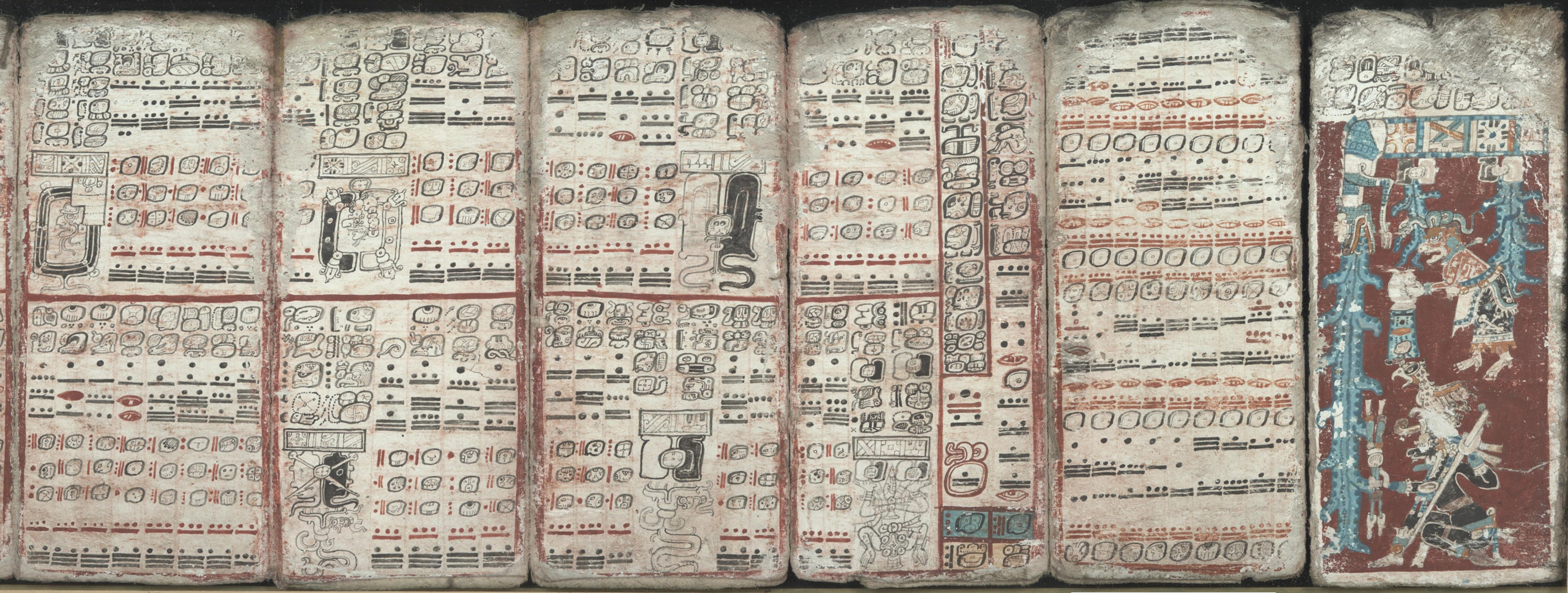
Seis páginas (55-59, 74) del códice B, que representan eclipses (izquierda), tablas de multiplicación y la inundación (derecha)

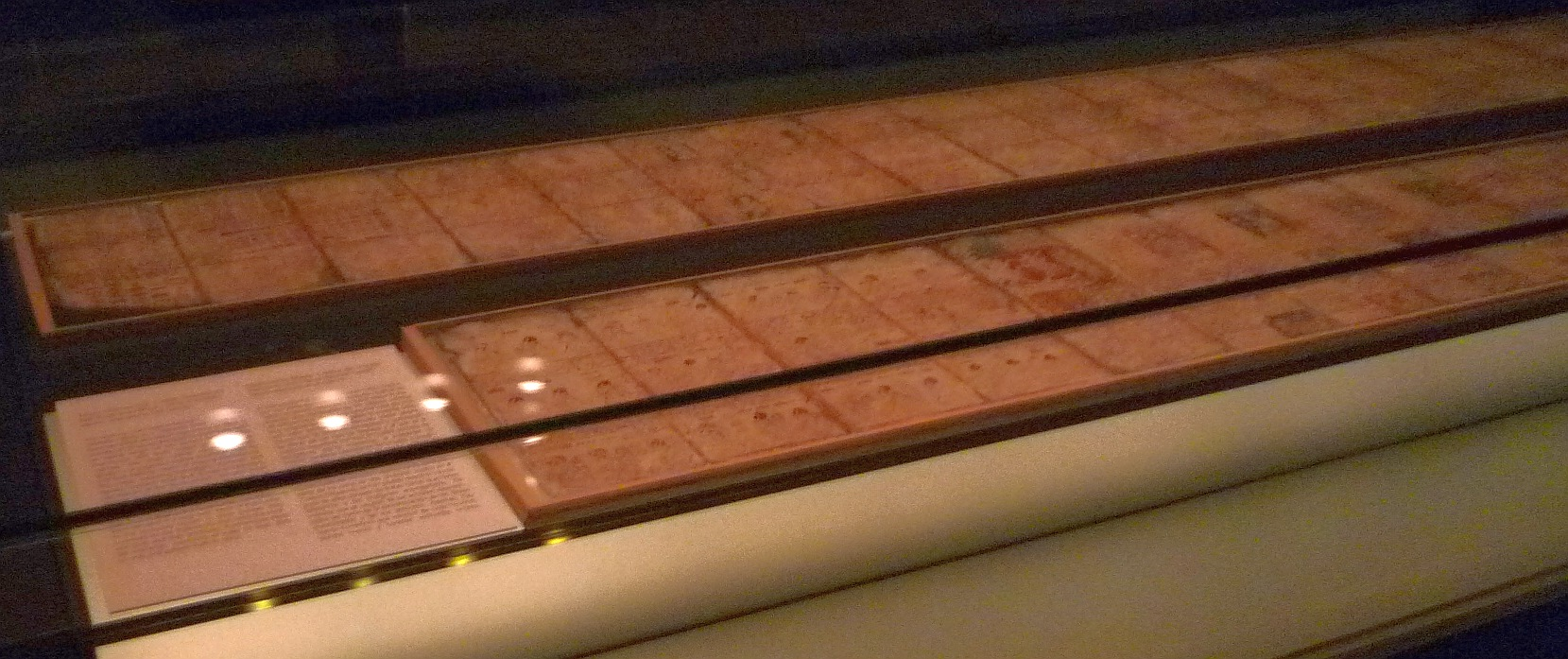
La exposición actual del códice. Los versos de las páginas son visibles a través de espejos.

El Códice Dresde es el más completo de los cuatro códices mayas considerados auténticos. Los nombres de los cuatro códices son una referencia al sitio donde se encuentran en la actualidad. El Códice Dresde está hecho de papel amate, corteza de jonote (ficus) que ha sido aplastada y cubierta de una pasta de cal), doblada en pliegues en forma de acordeón como los paneles de un biombo.
Tiene un total de 78 páginas sobre 39 hojas, con una longitud total de 3,56 metros. Cuatro de las páginas están vacías. Cada una de las hojas mide 20,5 cm por 10,0 cm. Originalmente, el códice había sido doblado en forma de acordeón. Desde 1835 ha sido exhibida en dos partes, cada una conservada entre paneles de vidrio. La primera parte contiene 20 hojas, la segunda 19.
El códice fue escrito por seis escribas diferentes. Cada uno tenía su propio tema, estilo de escritura y glifos. Las imágenes de los códices fueron pintadas con una claridad extraordinaria utilizando pinceles muy finos. Los colores básicos, hechos de tinturas vegetales, eran de color rojo, negro y azul maya.
Han sido decodificados alrededor de 250 de los aproximadamente 350 signos del códice.  La mayoría se refiere a las figuras adjuntas y comentan sobre las imágenes en frases cortas. También hay números, formados por tres símbolos: barras (cinco), puntos (uno) y conchas estilizadas (cero).
El Códice Dresde contiene tablas astronómicas de una precisión extraordinaria. Es particularmente famoso por su serie lunar y ciclos venusianos. La serie lunar tiene intervalos que se correlacionan con eclipses. La tabla de Venus se relaciona con los movimientos aparentes del planeta.
Contiene también almanaques, tablas astronómicas y astrológicas, y horarios rituales. Las referencias numen específicas son asociadas con un ciclo ritual de 260 días divididos en varias formas. También incluye instrucciones sobre ceremonias de año nuevo, así como descripciones de las localidades asociadas con la deidad de la lluvia.

## Números y secuencia de las páginas

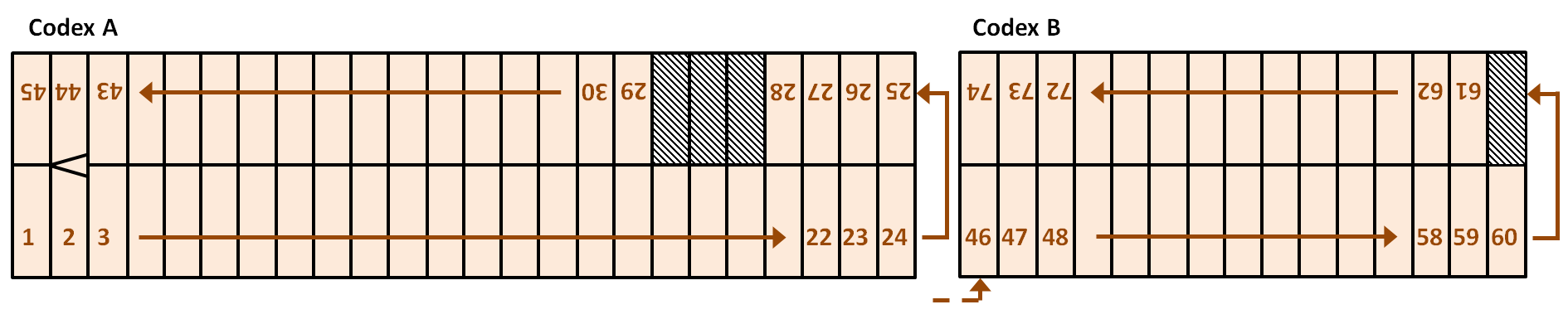
Primera secuenciación de las páginas del códice por Agostino Aglio.

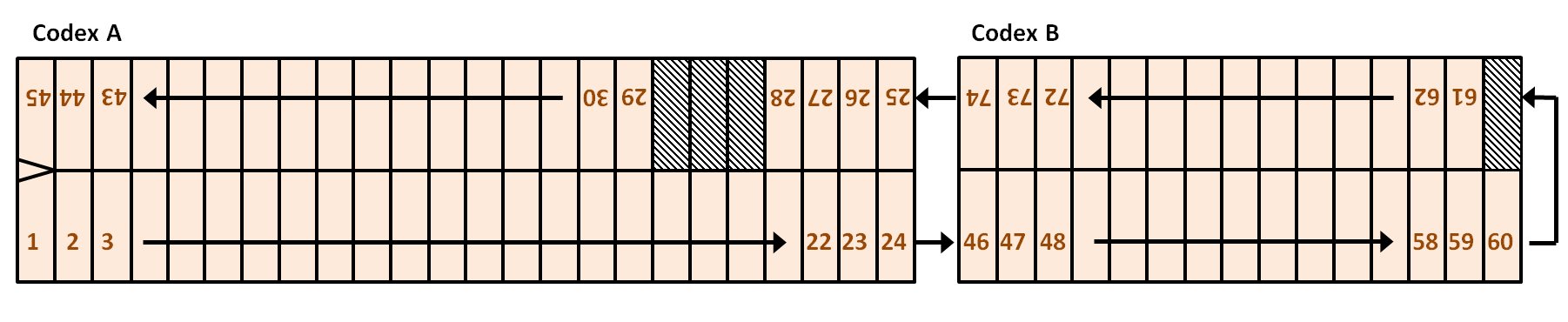
Orden de lectura correcto de las páginas del códice.

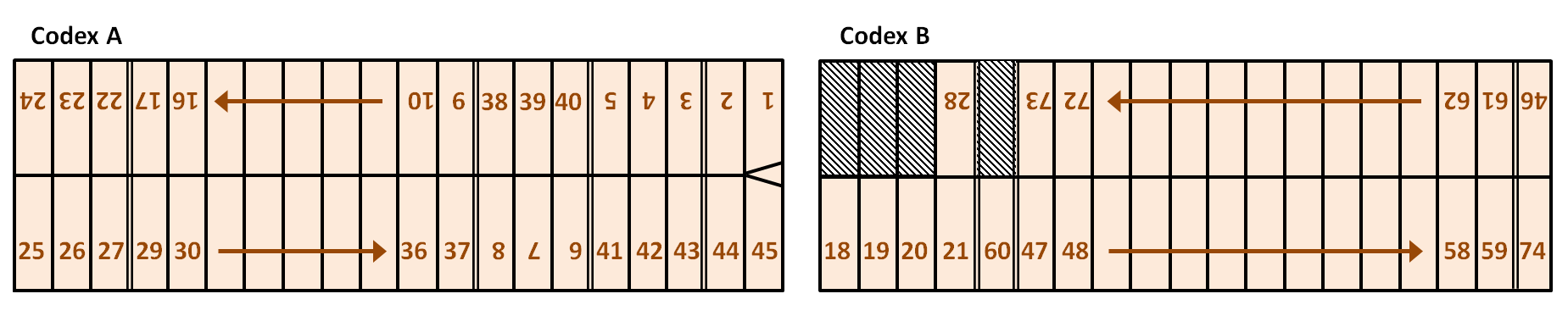
La presentación del Códice Dresde desde 1945.

Los números de las páginas fueron asignados por Agostino Aglio cuando se convirtió en el primero en transcribir el manuscrito en 1825/26. Para ello, dividió el códice en dos partes, con la etiqueta Códice A y Códice B. Secuenció Códice A en el lado frontal seguido por su parte posterior, con el mismo orden en el Códice B. Hoy en día, se sabe que una lectura códice debe atravesar la parte frontal por completo, seguido de la parte posterior del manuscrito, es decir, páginas 1-24 seguido por 46-74 y 25-45.
En 1836, el bibliotecario K.C. Falkenstein ajustó la posición relativa de las páginas por "razones estéticas", resultando en las dos partes de tamaño similar que se conocen hoy en día. Al descifrar el códice, el bibliotecario Ernst Förstemann descubrió un error en la asignación de números de páginas por Aglio con respecto a las hojas 1/45 y 2/44, de modo que reasignó correctamente las páginas 44 y 45 de Aglio en las páginas 1 y 2.
La reversión de las hojas 6/40, 7/39 y 8/38 se debe a un error que ocurrió cuando las hojas fueron devueltos a su vitrina protectora, después de haberse secado del daño del agua que ocurrió durante el bombardeo de Dresde en 1945.

## Contenido

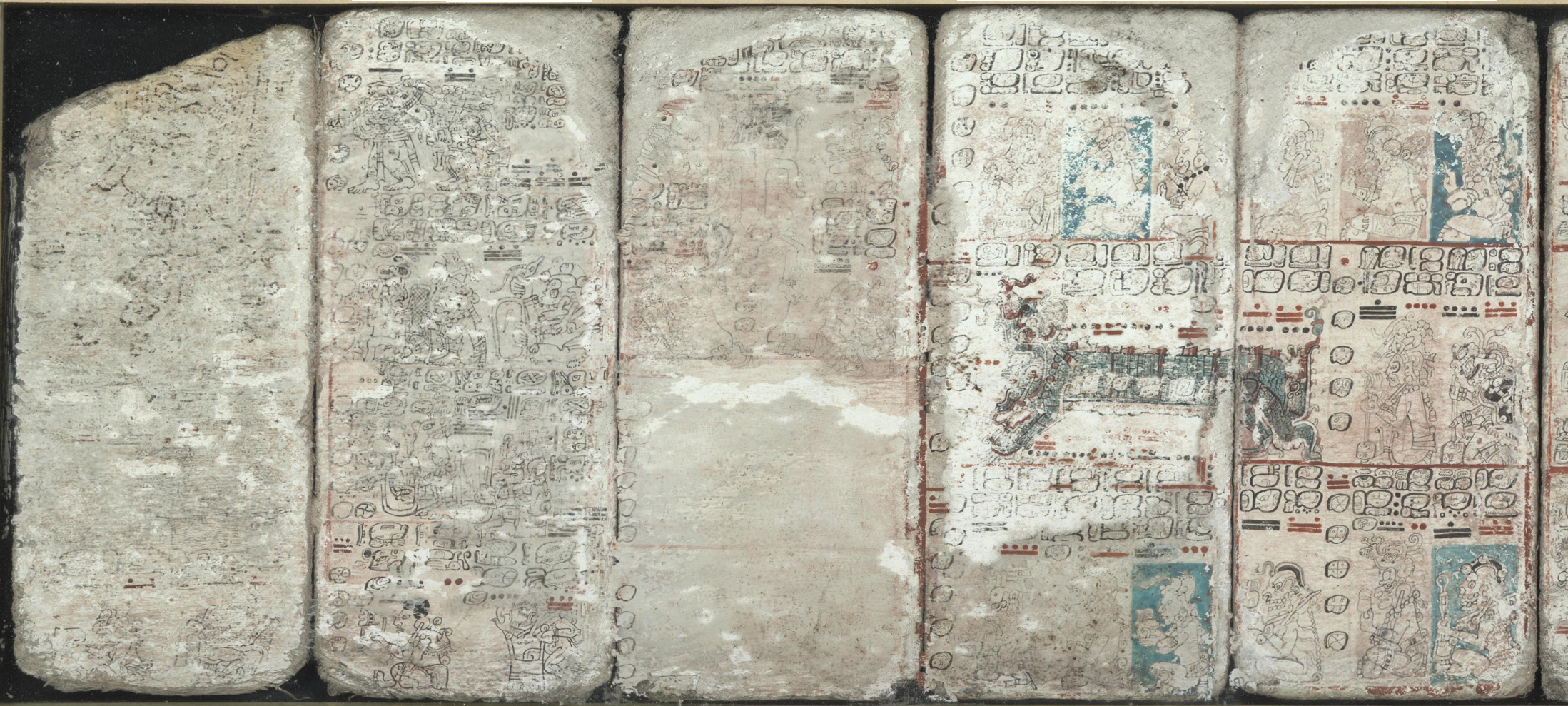
Las páginas 1 (izquierda) hasta 5 (derecha)

Hoy en día, se supone que las dos partes del códice estaban originalmente unidas y que la secuencia de lectura es primero la parte delantera seguida por la parte trasera. Como esto no se tomó en cuenta en 1825/26, cuando  Agostino Aglio introdujo la paginación que todavía se utiliza en la actualidad, el orden de lectura históricamente correcto de las páginas es el siguiente: 1-24, 46-74, 25-45.
El códice se divide en diez capítulos:
1. Introducción del código: la ropa de las deidades (pp. 1-2), sacrificio de Jun Ajaw (página 3), la invocación de los dioses, la preparación de las profecías (páginas 4-15).
2. Almanaques de la deidad lunar Ix Chel (páginas 16-23), la diosa de la curación y portadora de enfermedades. Discusión de las enfermedades, curas y peligros al nacer.
3. Tablas de Venus (páginas 24, 46-50): imágenes de la deidad personificación de Venus e información (hechos, fechas, intervalos, direcciones, y signo correspondiente) sobre la aparición del planeta Venus como estrella de la mañana y como estrella de la tarde durante un periodo de 312 años, basada en el ciclo de Venus de 584 días. Venus fue considerado como una deidad agresiva en la cultura maya y el calendario de Venus fue probablemente utilizado para calcular el éxito de campañas militares.
4. Tabla de eclipses solares y lunares (páginas 51-58): Cálculo de la incidencia de eclipses solares y lunares. Los mayas consideraban los eclipses que podían predecir como periodos de contratiempo y peligro, cuyo impacto trataron de evitar mediante rituales y sacrificios.
5. Tabla de multiplicar por el número 78 (páginas 58-59). No se conoce la importancia de este número.
6. Profecías de k'atun (página 60): Describe los desastres que pueden ocurrir al final de un k'atun. En el calendario maya, un k'atun es un período de 20 años con un nombre específico, el cual volvía después de 13 ciclos de k'atun, es decir después de 260 años, y el final de ese periodo se asociaba con el riesgo de hambruna, sequía y terremotos.[22] La primera parte del lado posterior del códice, con sus cuatro páginas en blanco.
7. Números serpiente (páginas 61-62), pilares del universo (páginas 63-73): Los números serpiente indican eventos míticos en un período de unos 30.000 años. Las páginas siguientes se refieren a los pilares del universo, y diversas manifestaciones del dios de la lluvia Chaac. Para los mayas, el origen del tiempo está estrechamente vinculado con el origen de la lluvia. Estos pasajes utilizan las mismas palabras que las inscripciones en piedra de la época clásica en ciudades mayas como Palenque y Tikal.[22]
8. La gran inundación (página 74): Representación de un desastre cósmico resultando en la destrucción del mundo por una gran inundación. Siguiendo las tradiciones de los mayas, el mundo existente cuya destrucción se predice aquí, ya fue precedido por otros tres mundos sucesivos.
9. Ceremonias de comienzo del año nuevo (páginas 25-28): Descripción de los rituales que el rey y el sacerdote tenían que llevar a cabo durante los últimos cinco días del año solar. Las ceremonias de año nuevo se consideraban recreaciones simbólicas del universo después de un apocalipsis.
10. Almanaque (calendario profético) para la agricultura (páginas 29-41), tablas del recorrido del dios de la lluvia y del planeta Marte (páginas 42-45): El calendario profético contenía afirmaciones sobre el clima y la cosecha y también sirvió como guía para los cultivos. Las páginas 42-45 incluyen secciones breves sobre el recorrido del dios de la lluvia, y de Marte con sus movimientos cíclicos de 780 días. La última parte de la última página incluye una tabla de multiplicar por el número 91, un número cuyo significado es desconocido en la actualidad.[22]